# Batalla de Dabeiba
La Batalla de Dabeiba fue un combate que enfrentó a unidades de la Policía y el Ejército Nacional de Colombia contra 4 frentes del Bloque Noroccidental José María Córdova de las Fuerzas Armadas Revolucionarias de Colombia - Ejército del Pueblo en Dabeiba (Antioquia) entre el 18 y el 20 de octubre del 2000, en el marco del Conflicto armado interno de Colombia. Esta población está ubicada en la estratégica región del Cañón de la Llorona, que daba acceso a Urabá. El ataque se saldó con la muerte de 54 uniformados en lo que fue el combate más sangriento desde la Batalla de la Quebrada El Billar. Sin embargo, los insurgentes no pudieron tomar el cuartel policial de Dabeiba y fracasaron en su intento por acceder a la estratégica región bananera.

## Preludio
En agosto de 2000, el presidente Andrés Pastrana y su homólogo norteamericano Bill Clinton oficializaron el inicio del Plan Colombia como parte de un compromiso bilateral contra el flagelo mundial del narcotráfico, con un 82% de los recursos del paquete de ayuda, destinados para el fortalecimiento de la Fuerza Pública en sus labores de erradicación de cultivos ilícitos, principalmente en el Putumayo y Caquetá.
Los objetivos delineados por el Plan Colombia encontraron la oposición inmediata de las FARC-EP, que lo consideraron parte de la “agresión imperialista contra el pueblo colombiano”. Así que el segundo semestre del año arreció su ofensiva militar que en el norte del país, específicamente en Antioquia buscaba enfrentar la arremetida paramilitar y recuperar la estratégica región del Urabá, pérdida en junio de 1998 y en la que la guerrilla había ejecutado asaltos desde la toma de Pavarandó. La población de Dabeiba adquirió a partir de entonces una importancia estratégica al estar enclavada en el Cañón de la Llorona, que es una sucesión de acantilados ubicados en medio de una espesa selva y que, geográficamente, es la puerta entre Chocó y el Urabá antioqueño. Un lugar inhóspito y de muy difícil acceso aéreo, debido a los vientos cruzados y al predominante tiempo nuboso, lo que dificulta las operaciones de los helicópteros artillados y el desembarco de tropas. Desde allí el Bloque Noroccidental controlaba un corredor de movilidad que llegaba hasta el océano Pacífico y la frontera panameña, por donde ingresaba gran cantidad de armas y salían cargamentos de coca.
El 16 de septiembre de 2000, 200 militares del Batallón Pedro Justo Berrío y 350 guerrilleros del Bloque Noroccidental, tuvieron un primer choque en zona rural de Dabeiba. Como resultado de los enfrentamientos: 19 militares muertos .

## Ataque inicial
En la noche del miércoles 18 de octubre de 2000, cerca de 250 guerrilleros de las Fuerzas Armadas Revolucionarias de Colombia (FARC-EP), el Ejército de Liberación Nacional (ELN) y el Ejército Revolucionario Guevarista (ERG)  incursionaron en Bagadó (Chocó) y se enfrentaron a los 15 uniformados que defendían el cuartel de la localidad. Sin embargo, el mayor ataque iba dirigido a Dabeiba. Sobre las 20:00 horas, alrededor de 650 rebeldes de los frentes 5, 18, 34 y 57, ingreso a la cabecera municipal de la población antioqueña. La guarnición al mando del subintendente Delfino Quinto y compuesta por 28 elementos, se atrincheró en el centro de la población defendiendo la parte frontal de la cuadra que ocupan el Comando de policía, la Casa Cural, la Parroquia, la Alcaldía y la escuela Juan Enrique White. Mientras tanto los guerrilleros que rodeaban el perímetro y ocupaban los cerros que dominaban el panorama, atacaban desde la retaguardia con cilindros bomba las posiciones de los uniformados. El patrullero Hugo Hernán Vivas quien vigilaba con 2 agentes la entrada de la Alcaldía, fue el primero en caer en combate media hora después de iniciado el ataque.
El ataque se prolongó toda la noche en medio del lanzamiento continuo de cilindros bomba y explosivos contra las posiciones del gobierno, pero los insurgentes no pudieron ocupar el centro de la población. Sobre las 06:00 horas del 19 de octubre, hubo un breve cese al fuego, que se prolongó hasta las 09:00. A partir de esa hora los insurgentes recomenzaron su asalto y el bombardeo con pipetas cargadas de explosivos. Otro policía, el subintendente Wallington Valencia cayó muerto sobre las 18:00 horas de ese 19.

## Contraataque del Ejército
La madrugada del 19 de octubre el comandante de la IV Brigada, general Eduardo Herrera Verbel, recibió una llamada de auxilio de las autoridades civiles de la población de Bagadó, en Chocó. Las noticias provenientes de esa remota región hablaban de que 250 guerrilleros de las FARC-EP, el ELN y del ERG se habían tomado el pueblo.
El general Herrera se trasladó de inmediato a la base aérea de Rionegro para planificar una operación que permitiera apoyar a los 15 policías que a esa hora les hacían frente a los subversivos. Cuando todo estaba dispuesto para trasladar en cinco helicópteros la tropa de refuerzo,  los planes cambiaron. Otro reporte que había llegado a la central de inteligencia de la IV Brigada señalaba que a esa misma hora el Bloque Nororiental de las FARC-EP, con 650 hombres, acababa de tomarse la población de Dabeiba y atacaba una compañía de contraguerrillas en el área de Alto Bonito.
En los propios hangares de la base aérea el comando a cargo de la operación tomó decisiones de última hora. Se acordó enviar 32 soldados a Bagadó, que serían transportados en un helicóptero Arpía y un Black Hawk,  apoyadas por uno de los aviones C-47 fantasma.  La otra decisión fue que el grueso de los soldados de apoyo partiera de inmediato a la población de Dabeiba: 300 soldados del Batallón Contraguerrillas número 4 Granaderos, que serían desembarcados en varios vuelos a seis kilómetros de la población en el sector de Alto Bonito, y que una vez que estuvieran organizados, iniciarían el ataque frontal con el fin de recuperar la municipalidad de manos de la guerrilla. Estas tropas serían reforzadas por otros 250 hombres que saldrían por tierra de la IV Brigada, vía Uramita, ubicada a dos horas de Dabeiba. 
Para el transporte de la tropa se disponía de cuatro helicópteros, que tenían la misión de llevar en tres viajes a la totalidad de los soldados; pero uno de ellos presentó fallas antes de empezar el operativo por lo que solo 3 aeronaves quedaron disponibles. Hacia las 11:40 de la mañana salieron los 3 Black Hawk, uno de los cuales estaba al mando del capitán Andrés Gutiérrez y del copiloto, teniente Jhonny Mina González. Los soldados que estaban en labores de reentrenamiento fueron recogidos en los llanos de Cuiva (Yarumal, Antioquia) y luego transportados al área. Un cuarto helicóptero, un arpía artillado que ya estaba en vuelo, apoyaría el desembarco de tropas.

## Desembarco en El Pital
Alrededor del mediodía entre el sobrevuelo del avión fantasma y las explosiones de los cilindros bomba, llegaron los 4 aparatos para dejar las tropas en tierra,  específicamente en el sector de Alto Bonito a pocos kilómetros de Dabeiba. Sin embargo, en el momento de desembarcar las aeronaves fueron recibidas con fuego cruzado. La falta de aseguramiento previo del área le dio ocasión a la guerrilla para realizar el devastador ataque a la fuerza helitransportada: sus hombres atrincherados esperaban que los aparatos se posaran en tierra para atacarlos con fuego de fusiles, ametralladoras y granadas de MGL. La aeronave del capitán Gutiérrez que debía desembarcar en el cerro El Pital fue impactada, recibiendo el piloto un tiro en la cabeza, por lo que el aparato perdió el control y se vino a tierra con 18 soldados y 4 tripulantes a bordo. Todos murieron en la caída. Entre los occisos estaba el capitán Marentes Villarraga.
Los otros helicópteros que llevaban tropas también fueron impactados, pero lograron poner en tierra los refuerzos: 46 soldados al mando de los oficiales Néstor Eduardo Vargas y Robin Alexander Sánchez Mosquera. Cuando las aeronaves regresaron a la base de Rionegro, estas no pudieron salir más. Los daños ocasionados por la guerrilla las dejaron ancladas en los hangares para iniciar una revisión técnica.
Esas tropas fueron rodeadas por los guerrilleros, que concentraron cuantiosas fuerzas para tratar de coparlos. 

## Cerco y copamiento
La situación entonces se tornó dramática: con un helicóptero derribado y 2 impactados, 22 uniformados muertos y decenas más sin respaldo aéreo en plena zona de combate, existía el riesgo de que las tropas que estaban en el área fueran aniquiladas. Rápidamente el comando del Ejército consiguió tres aeronaves de refuerzo, que partieron inmediatamente desde Putumayo y Cali rumbo a la base aérea de Rionegro, Antioquia.
Mientras tanto, en las selvas cercanas a la población de Dabeiba, el combate se tornó sangriento. Los soldados en tierra, se dividieron en tres grupos para hacerle frente al fuego de la subversión, y se defendieron como pudieron contra el cerco de los guerrilleros, que iban fortaleciendo sus posiciones. Ante la difícil situación en que se hallaban las tropas, que además habían perdido toda comunicación con la sede de la IV Brigada, uno de los militares se jugó la vida y mientras sus compañeros lo cubrían, el joven contraguerrillero logró ganar una de las colinas y allí se apostó con un pequeño radioteléfono, con el cual logró restablecer contacto con la base de Rionegro.
Sin embargo, la mayor parte de los militares, rodeados, copados y superados en número cayeron en el combate: el teniente Roby Alexander Sánchez Mosquera, 2 suboficiales y 29 soldados. Diez de los muertos en acción fueron decapitados por los insurgentes, mientras otros fueron rematados con tiros de fusil en la cabeza. Solo se salvaron 14 uniformados comandados por el Mayor Néstor Eduardo Vargas.

## Rescate
Pasadas las 6:00 de la tarde del jueves 19, por fin arribaron los helicópteros de refuerzo a la base aérea de Rionegro. Pese a la dificultad de operar en el Cañón de la Llorona, operación que en esas condiciones, caída ya la noche, era considerada suicida, las tropas de refuerzo avanzaron por tierra y aire hacia Dabeiba con el fin de rescatar a sus compañeros, que para esas alturas habían sufrido la pérdida de casi todo el pelotón desembarcado.
A los 2:00 de la mañana del 20, las tropas de apoyo lograron llegar al área donde los soldados habían sido desembarcados casi al mediodía del 19. Solo hallaron 14 sobrevivientes de la compañía de la compañía desembarcada. Para entonces la guerrilla ya había comenzado su retirada y salía de Dabeiba sobre las 03:00 horas del viernes 20 de octubre, habiendo agotado sus municiones y evitando de paso verse rodeada por el dispositivo del Ejército. Al menos 20 subversivos murieron en los sangrientos combates, aunque los informes del Ejército hablaron de 50 víctimas mortales en las filas de la subversión. Cincuenta y cuatro militares y dos policías muertos.

## Consecuencias
El ataque de Dabeiba marcó un duro revés para la estrategia que las Fuerzas Militares venían aplicando desde noviembre de 1998. No solo evidenció la vulnerabilidad de los operativos helitransportados sino que arrojó serias dudas sobre la efectividad que a futuro tendría el Plan Colombia. Sin embargo, y pese a las fuertes pérdidas sufridas por las tropas del gobierno, las FARC-EP fueron incapaces de alcanzar un resultado decisivo con este ataque y la región de Urabá continuó estando fuera de su alcance inmediato. En efecto este fue el último asalto de importancia en la zona, pues el Bloque Noroccidental tuvo que desviar importantes recursos para enfrentar a las Autodefensas Unidas de Colombia (AUC) en otros frentes (como Chocó y el Bajo Cauca antioqueño).

## Bajas del Gobierno
- Capitán Fredy Andrés Gutiérrez y José Hebert Marentes Villarraga, teniente Johnny Mina González y Roby Alexander Sánchez Mosquera, Subteniente Edilmer López Giraldo.
- Sargento Oliverio Campos Figueroa, Sargento segundo Alexander Avendaño Rodríguez y Aldemar Antonio Garizabal Salas, Cabo primero Edilson Molina Castaño, Suboficial Nelson Peña Almeida.
- Soldados profesionales José Alberto Suárez Vargas, Iván Darío Arenas Perea, Nelson Adrián Soto Pulgarín, Joaquín Guillermo Zea, John Jairo Vente García, Gonzalo Vásquez Sánchez, Oscar Vanegas Medina,  Jairo Alberto Torres, Ariosto Ulchur Muelas, Nelson Tobón Arboleda, Carlos Ramírez Castañeda, José Marín Restrepo, Jaime Giraldo Muñoz, Giovanni Cortés Maldonado, Javier Bedoya Monsalve, Álvaro Bonilla Yaima, José Bernal Castaño, Bautista Arciniegas Guzmán, Luis Eduardo Pabón Bohórquez, Ramón Antonio Vasco, Iván Darío Zuleta Mesa, Fredy Muñoz Yepes, Luis Antonio Suárez Raigosa, Gustavo Enrique Hernández, Hernán Restrepo Garcés, Ángel María Chilatra Loaiza, Nelson Guarin Arias, Ramiro Quintero Seña, Aristóbulo Eduardo Ochoa Hijuelos, Lázaro Aguirre Amaya, José Ángel Saldarriaga, Omar Argemiro Cano Torres, Nelson Cárdenas López, Wilmar Caro Salas, Jesús Cataño Cataño, Albin Freider Romero, Luis Enrique González Caro, Wilson Juanias Arias, José Asdrubal Leon Tabares, Antonio Ortega Viana, Sergio Rueda Chaparro, John Jairo Sánchez Soto, Darío Taborda Vidal, Albeiro Velasquez García, y Edgar Zea Castrillon.

- Subintendente Wallington Valencia Bellaisa y Patrullero Hugo Hernán Vivas.[3][6][7]